# Sericornis frontalis
El sericornis de cejas blancas (Sericornis frontalis),  es una especie de ave paseriforme perteneciente a la familia  Acanthizidae.

## Descripción
Es un insectívoro y habita en el sotobosque, del que rara vez se aventura a salir, aunque se pueden encontrar cerca de las zonas urbanas. Tiene un tamaño de 11-14 cm de largo y predominantemente es de color marrón con prominentes cejas blancas y ojos claros, a pesar de que las subespecies son muy distintas. Se encuentran en pequeños grupos, es sedentario y se dedica a la cría en cooperación. 

## Distribución y hábitat
La especie prefiere las zonas boscosas o de matorrales con abundante maleza, de la que rara vez se aventura a salir. Es un ave común en las zonas de matorrales en los alrededores de Sídney en Australia.   Es sedentario.

## Subespecies
Comprende las siguientes subespecies:
- Sericornis frontalis ashbyi
- Sericornis frontalis balstoni Ogilvie-Grant, 1909
- Sericornis frontalis flindersi
- Sericornis frontalis frontalis
- Sericornis frontalis gularis
- Sericornis frontalis harteri
- Sericornis frontalis hebertoni
- Sericornis frontalis insularis
- Sericornis frontalis laevigaster
- Sericornis frontalis longirostris
- Sericornis frontalis maculatus Gould, 1847
- Sericornis frontalis mellori Mathews, 1912
- Sericornis frontalis mondraini
- Sericornis frontalis osculans
- Sericornis frontalis rosinae
- Sericornis frontalis tweedi